# Paese (album)
Paese è il sesto album del cantante italiano Nicola Di Bari, pubblicato su 33 giri dalla RCA Italiana (catalogo PSL 10571) nel gennaio 1973.

## Tracce
Lato A
1. Paese (Nicola Di Bari, Emanuele Fragione, Saverio Pitarresi)
2. Qualche Cosa in Più   (Nicola Di Bari, Romolo Forlai, Gian Franco Reverberi)
3. Penso a Lei e Sto con Te (Alone Again)  (Gilbert O'Sullivan, Daniele Pace)
4. Occhi Chiari   (Claudio Mattone, Franco Migliacci)
5. Sereno Amore (Nicola Di Bari, Romolo Forlai, Roberto Formentini, Gian Piero Reverberi)
6. Wakka Doo - Wakka Day  (Gilbert O'Sullivan, Giorgio Calabrese)

Lato B
1. Clair   (Gilbert O'Sullivan, Daniele Pace)
2. Il Treno Va (I Was A Child)   (Robin Gibb, Gino Paoli)
3. Una Rosa Sul Cappello (Nicola Di Bari, Romolo Forlai)
4. Un Minuto...Una Vita  (Mauro Chiari, Nicola Di Bari, Romolo Forlai)
5. Per Chi (Without You)  (Tom Evans, Pete Ham, Daniele Pace)
6. Song Sung Blue (Neil Diamond, Daniele Pace)